# Mario Zanetta
Dom Mario Zanetta (Santo Stefano di Borgomanero, Itália, 29 de janeiro de 1938 — Paulo Afonso, 13 de novembro de 1998) foi um bispo católico ítalo-brasileiro.

## Biografia
Filho de Luigi e Rosa Zanetta. Ingressou no seminário em 1949, recebendo as ordens menores em 1959 e sendo ordenado diácono em 1961. Foi ordenado sacerdote em 22 de junho de 1962, trabalhando na Itália até vir para o Brasil em 1969, onde chegou em Paulo Afonso no dia 24 de maio.
Foi mediador e apaziguador em conflitos envolvendo entre outros a Companhia Hidro Elétrica do São Francisco em Itaparica, sindicalistas grevistas e a polícia militar. Foi presidente do IRPAA, e organizou a construção de várias creches e escolas.
Foi ordenado bispo da diocese de Paulo Afonso pelo Papa João Paulo II em 14 de agosto de 1988, permanecendo neste posto até a sua morte, em decorrência de um acidente vascular cerebral, aos 60 anos de idade.

## Memória
Na praça principal da cidade de Macururé, no sertão baiano, encontra-se um monumento em sua memória, contendo a seguinte citação: "A noite do mundo não vem do fato que Deus não exista, mas do fato que os homens não advertem a sua presença. Precisamos acender luzer, iluminar o mundo." Dom Mário Zanetta
Em 19 de dezembro de 2007 o ministro do Desenvolvimento Social e Combate à Fome, Patrus Ananias, inaugurou o Restaurante Popular de Paulo Afonso, batizando-o de Restaurante Popular Dom Mario Zanetta.